# Хілус

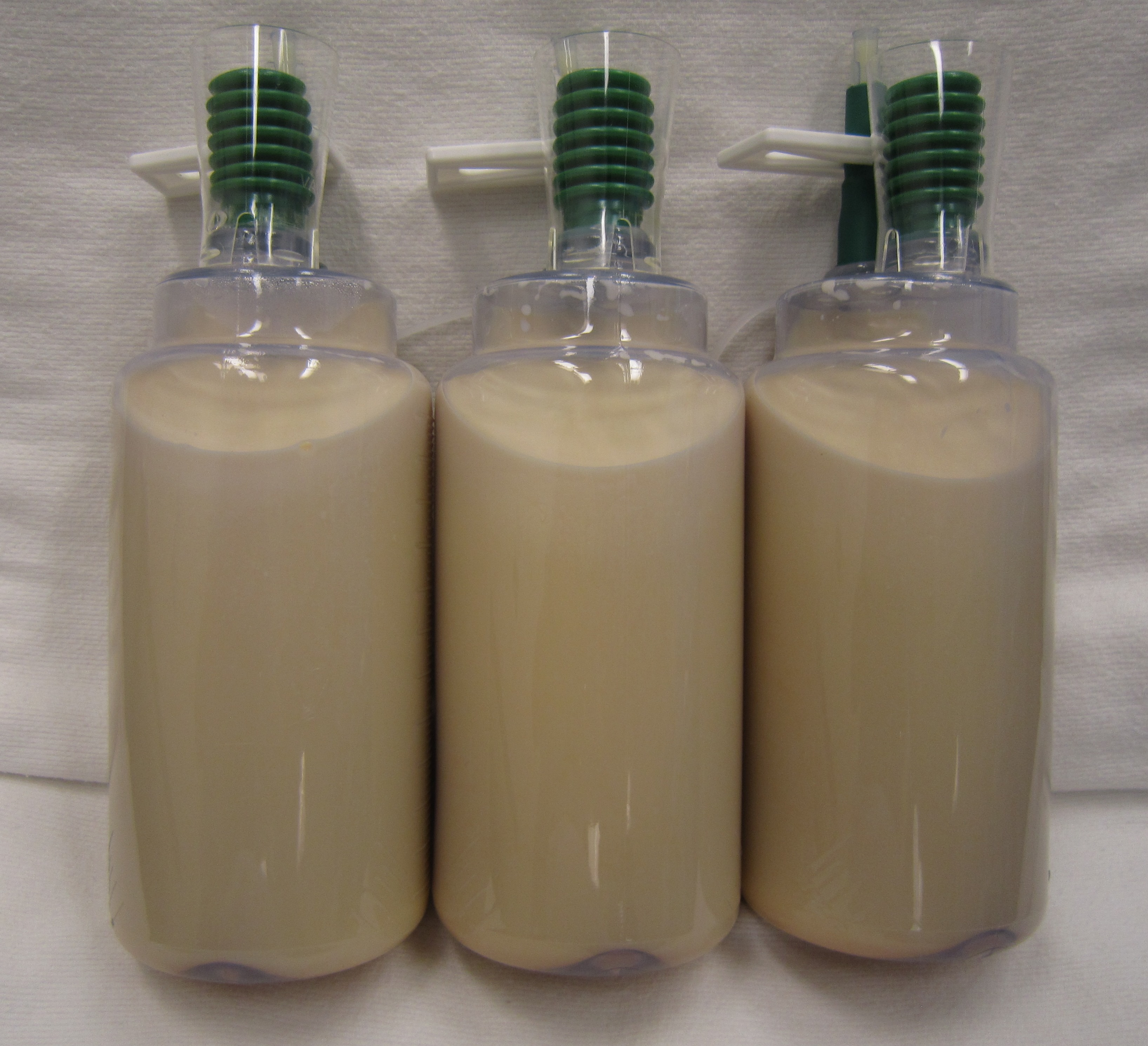
Хілус

Хі́лус (від грец. χυλός – сік) – білувата рідина, що міститься в лімфатичних судинах кишечника тварин і людини, яка утворюється у процесі травлення; лімфа, збагачена краплинами жиру (жирними кислотами), які всмокталися кишковими ворсинками.
Ця молочно-лужна рідина (лімфа та емульгований жир) адсорбується тонкими протоками у вистілці кишечника після прийому жирної їжі. По лімфатичним судинам переноситься в кров.
Пошкодження грудної протоки (лімфатичного колектора) може супроводжуватись зовнішнім витіканням хілуса (наружна хілорея) або витіканням хілуса у плевральну порожнину (хілоторакс).